# Sverre Løken
Sverre Løken, född den 27 juli 1960 i Bærum i Norge, är en norsk roddare.
Han tog OS-brons i tvåa utan styrman i samband med de olympiska roddtävlingarna 1984 i Los Angeles.